# ألف بي
ألف بي (بالإنجليزية: AlifBee)‏ هُو تطبيق للجوال وموقع إلكتروني خاص بتعلم اللغة العربية.، وبعض من خدمات التطبيق والموقع الإلكتروني متاحة بشكل مجاني، إلا أن التطبيق يتوفر أيضا مُقابل رسوم إضافية للاطلاع على كافة الدروس. يُوفر التطبيق إمكانية إجراء اختبار خاص بتقييم الكفاءة في اللغة العربية عبر الإنترنت.يُتيح موقع وتطبيق ألف بي تعلم العربية من خلال 7 لغات وسيطة ( الإنجليزية والتركية والفرنسية والإسبانية والمالاوية والأوزبكية والأردية). ومستخدمو التطبيق أكثر من مليون مُستخدم مُسجل في جميع أنحاء العالم على المنصات المختلفة (الويب،متجر جوجل ،متجر هواوي،متجر أبل).

## تاريخ ألف بي (AlifBee)
انطلق مشروع التطبيق في عام 2019 و هو تطبيق رقمي مصمم لتعليم اللغة العربية لغير الناطقين بها، ويستهدف جميع الأعمار والمستويات اللغوية. يركز التطبيق على تقديم اللغة العربية الفصحى الحديثة (MSA) من خلال منهجية مبسطة وتفاعلية، مما يجعله مناسبًا للمبتدئين وهناك تطبيق منفصل مخصص لتعليم الأطفال لتحسين مهاراتهم اللغوية.

### الميزات
- المنهجية التعليمية التدريجية

يعتمد تطبيق ألف بي على منهجية تدريجية تبدأ من الحروف والأصوات الأساسية، ثم تتقدم تدريجيًا إلى الكلمات والجمل. هذا النهج يسمح للمتعلمين ببناء معرفتهم باللغة العربية خطوة بخطوة، مما يعزز فهمهم للقواعد والمفردات.
- التفاعلية

يوفر التطبيق تمارين تفاعلية تشمل القراءة، الكتابة، والاستماع، مما يسمح للمتعلمين بممارسة اللغة بشكل شامل. الأنشطة مصممة لتكون مسلية وتفاعلية بهدف زيادة المشاركة والتحفيز على التعلم.
- نظام التكرار المتباعد

يستخدم التطبيق نظام التكرار المتباعد (Spaced Repetition) الذي يساعد على تثبيت المفردات والمفاهيم اللغوية في الذاكرة طويلة المدى. هذا النظام معروف بفعاليته في تعزيز الاستيعاب وتكرار المعلومات في أوقات مدروسة.
- التوافق مع مختلف الفئات العمرية

يتميز التطبيق بواجهة سهلة الاستخدام مما يجعله مناسبًا للأطفال والكبار على حد سواء. يتم تقديم الأنشطة في تطبيق منفصل بشكل مسلٍ للأطفال بينما يحافظ على المحتوى التعليمي الجاد للكبار.
- التتبع والتحليل

يوفر التطبيق خاصية تتبع التقدم الدراسي، حيث يمكن للمستخدمين متابعة مدى تطورهم في تعلم اللغة. البيانات المقدمة تساعد المتعلمين على تحديد نقاط القوة والضعف في مستواهم اللغوي.

### الاستخدامات
- المبتدئون

ألف بي مناسب للمبتدئين الراغبين في تعلم الحروف والكلمات الأساسية باللغة العربية.
- الأطفال

بفضل تصميمه الممتع والتمارين التفاعلية، يمكن للأطفال استخدام التطبيق لبناء مهاراتهم اللغوية بشكل تدريجي.
- الراشدون

يوفر التطبيق تحديات مناسبة للمتعلمين الكبار الذين يسعون لتطوير مهاراتهم اللغوية أو تحسين مستواهم في القراءة والكتابة.

## قائمة الشخصيات
- سندباد:
- زينة: